# Арапей-Гранде
Арапей-Гранде (исп. Río Arapey) или Арапей — река в республике Уругвай, левый приток реки Уругвай, одна из крупнейших рек на севере страны.

## География
Река Арапей-Гранде берёт начало на возвышенности Кучилья-де-Аэдо, пересекает департамент Сальто с востока на запад и впадает в водохранилище Сальто-Гранде. Река имеет около 100 притоков, по её правому притоку Арапей-Чико проходит часть границы между департаментами Сальто и Артигас.
Длина реки составляет 240 км, бассейн реки занимает площадь 11400 км².